# Philhygra laevicollis
Philhygra laevicollis är en skalbaggsart som först beskrevs av Mäklin in Mannerheim 1852.  Philhygra laevicollis ingår i släktet Philhygra och familjen kortvingar. Inga underarter finns listade i Catalogue of Life.